# Leucaspis pittospori
Leucaspis pittospori är en insektsart som beskrevs av Brittin 1937. Leucaspis pittospori ingår i släktet Leucaspis och familjen pansarsköldlöss. Inga underarter finns listade i Catalogue of Life.